# كارلوس غوتيريز
كارلوس غوتيريز (بالإسبانية: Carlos Gutiérrez)‏ (11 يوليو 1972 في كولومبيا - ) هو لاعب كرة قدم كولومبي في مركز الوسط. شارك مع منتخب كولومبيا لكرة القدم. أما مع النوادي، فقد لعب مع أمريكا دي كالي وديبورتيس كوينديو ونادي ميلوناريوس ونادي نيكاكسا وCentauros Villavicencio ‏ وديبورتيفو كوينكا ولا إكويداد ‏ وريال قرطاجنة وسبورت أنكاش.

## وصلات خارجية
- كارلوس غوتيريز على موقع قاعدة بيانات كرة القدم.إي يو (الإنجليزية)
- كارلوس غوتيريز على موقع ناشيونال فوتبول تيمز (الإنجليزية)
- كارلوس غوتيريز على موقع Soccerway.com (الإنجليزية)